# Sägmühle (Langfurth)
Sägmühle ist ein Gemeindeteil der Gemeinde Langfurth im Landkreis Ansbach (Mittelfranken, Bayern). Sägmühle liegt in der Gemarkung Langfurth.

## Geografie
Die Einöde liegt am Grundgraben, der mit dem Kesselbach zum Langfurther Mühlgraben zusammenfließt, einem linken Zufluss der Sulzach. Im Nordosten liegt das Flurgebiet Röt, im Südosten das Waldgebiet Hirschfeld. Eine Gemeindeverbindungsstraße führt nach Langfurth zur Kreisstraße AN 50 (1,5 km südlich) bzw. nach Matzmannsdorf zur Staatsstraße 2220 (1,2 km nordöstlich).

## Geschichte
Die Mühle befand sich ursprünglich an anderer Stelle. Die heutige Sägmühle wurde um 1840 auf dem Gemeindegebiet Oberkemmathen gegründet.

### Einwohnerentwicklung
| Jahr      | 001840 | 001871 | 001885 | 001900 | 001925 | 001950 | 001961 | 001970 | 001987 |
| Einwohner | 5      | 3      | 6      | 6      | 4      | 6      | 4      | 6      | 6      |
| Häuser    | 1      |        | 2      | 2      | 1      | 1      | 1      |        | 1      |
| Quelle    | [ 8 ]  | [ 9 ]  | [ 10 ] | [ 11 ] | [ 12 ] | [ 13 ] | [ 14 ] | [ 15 ] | [ 1 ]  |

## Religion
Der Ort ist evangelisch-lutherisch geprägt und bis heute nach St. Peter (Ammelbruch) gepfarrt. Die Katholiken sind nach St. Peter und Paul (Halsbach) gepfarrt.